# Étel (település)
Étel település Franciaországban, Morbihan megyében. Lakosainak száma 2058 fő (2022. január 1.). Étel Belz, Erdeven és Plouhinec községekkel határos.

## Népesség
A település népességének változása:
| Lakosok száma | 3074 | 2445 | 2318 | 2035 | 1994 | 1951 | 1971 | 2054 | 2053 | 2058 |
|               | 1968 | 1982 | 1990 | 2006 | 2013 | 2015 | 2017 | 2019 | 2020 | 2022 |